# Niccolò Soggi
Niccolò Soggi (Firenze, 1479 – Arezzo, 1551) è stato un pittore italiano, del rinascimento allievo del Perugino.

## Biografia

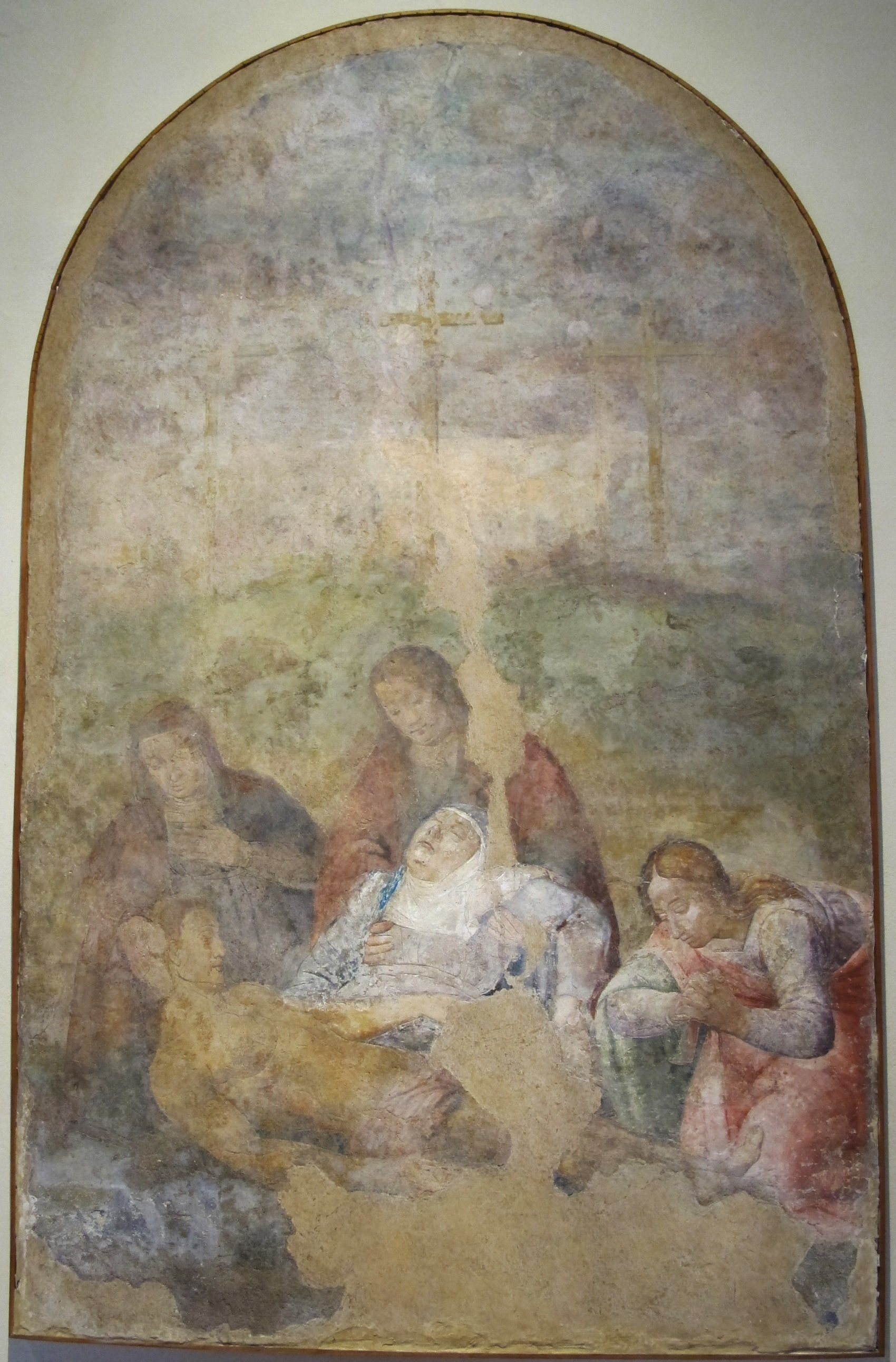
Compianto sul Cristo morto, 1490-1510 circa, Museo statale d'arte medievale e moderna, Arezzo

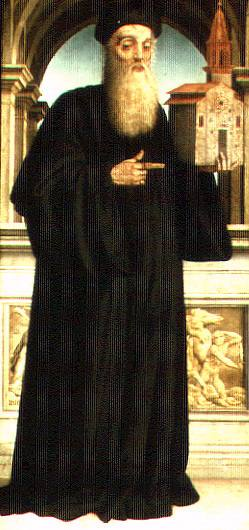
Baldo Magini con il modello della chiesa di San Fabiano, 1522, Cattedrale di Prato

### Firenze
Nacque a Firenze nel 1479. Il padre, Iacopo, era stato al servizio del cardinale Antonio del Monte a Roma e possedeva un piccolo podere in Marciano di Valdichiana.
Per assecondare l'inclinazione del figlio lo mise a bottega presso il Perugino, dove Niccolò ben presto imparò a disegnare e a tirare di prospettiva, essendo di grande aiuto al suo maestro. Si esercitava anche con modelli di cera e di cartapesta che lui stesso confezionava, ragion per cui, secondo il Vasari, gli rimase suo malgrado un modo “secco” di disegnare e dipingere che nonostante la fatica profusa in tutta la sua vita non gli riuscì mai di superare. Dopo la morte del Perugino avvenuta nel 1523, e avere dipinto molti quadri di Madonne e quadretti senza importanza per case private in Arezzo, tentò la fortuna a Roma.

### Roma

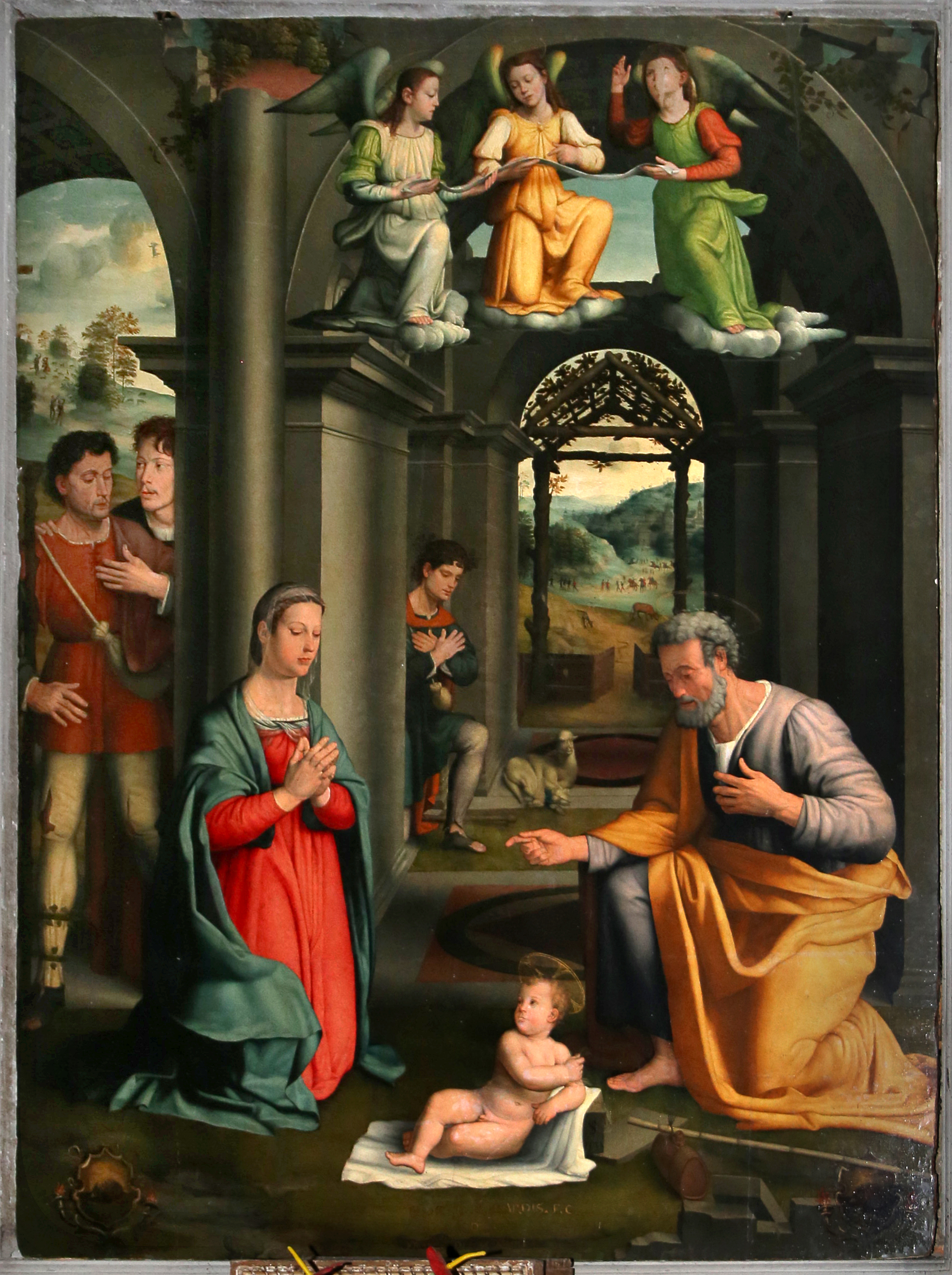
Natività, 1521, Chiesa della Santissima Annunziata, Arezzo

A Roma fu benevolmente accolto dal cardinale Antonio del Monte, che subito lo adoperò per affrescare le armi di Leone X sulla facciata del suo palazzo, opera che non soddisfece però le aspettative risultandovi alcune figure che vi erano a lato poco naturali per mancanza di studio dal vero della figura umana.
Niccolò riscattò la sua reputazione dipingendo a olio una pala d'altare per la Basilica di Santa Prassede a Roma di cui era titolare il cardinale Antonio del Monte dal 1511 e che raffigurava la Santa nell'atto di spremere una spugna intrisa del sangue dei martiri che idealmente cadeva nel sottostante pozzo ai piedi dell'altare. Quest'opera non esiste più mentre un altro quadro realizzato sempre per il cardinale del Monte e raffigurante una Madonna col Bambino e San Giovannino sullo sfondo di un paesaggio, giudicato dal Vasari stesso tra le sue opere meglio riuscite, è stato identificato nella Pinacoteca di Arezzo, dove è conservato, proveniente dalla Chiesa dell'Annunziata dopo essere stato inizialmente per molti anni nella camera da letto del cardinale stesso.
Il cardinale poi donò questo dipinto ai monaci di San Benedetto della Badia di Santa Fiore di Arezzo dove soggiornava spesso accompagnato dal pittore e qui Niccolò Soggi ebbe modo di conoscere Domenico Pecori che era stato il maestro di Matteo, padre di Giovanni Antonio Lappoli, quest'ultimo ricordato dal Vasari nelle Vite.

### Arezzo
Ad Arezzo Niccolò collaborò con Domenico Pecori con cui strinse amicizia. Qui si sposò ed ebbe un figlio e fissò la sua residenza essendo stimato e benvoluto per il suo carattere e per la sua disponibilità ad aiutare i giovani artisti. Il Vasari dice che non si oppose, anzi favorì, a che fosse affidata a lui stesso Giorgio Vasari, giovane artista rampante ansioso di cimentarsi in quell'opera, la realizzazione della pala d'altare della chiesa di San Domenico di Arezzo stimando che avrebbe saputo ottenere miglior risultato che non quello che avrebbe potuto e saputo fare egli stesso. Esempio davvero raro di umiltà e conoscenza dei propri limiti. 

Prese a benvolere come suo allievo e aiutante tale Domenico Giuntalodi che a Roma ottenne poi successo sotto la protezione dell'ambasciatore del Portogallo, Don Martino, ma non seppe essere riconoscente verso il suo maestro quando, recatosi una prima volta a Roma, a lui si rivolse Niccolò nella sua vecchiaia stentata per un aiuto, sperimentando in tal modo l'ingratitudine umana. Di ritorno ad Arezzo, deluso dall'antico allievo, si mantenne accettando qualsiasi occasione di lavoro anche la più umile. In questo periodo dipinse ad affresco un lunettone del portale monumentale, oggi perduto, della chiesa di Santa Maria dei Vertigli dei Camaldolesi.

### Roma
Già vecchio e bisognoso di lavorare ritornò a Roma in occasione dell'elezione al soglio pontificio di Giulio III e tramite i buoni uffici del cardinale Antonio del Monte, suo antico protettore, ottenne da quel Pontefice un sussidio che gli permise di soggiornare a Roma disegnando solo per suo diletto senza nessun altro affanno. 

Gli fu poi dato l'incarico, tramite i buoni uffici del Vasari stesso, di sovrintendere alle opere relative alla costruzione di un acquedotto in Monte San Savino, paese natale di Giulio III. 

Ritornato in Arezzo con questo incarico vi morì nel 1551 circa, stanco e amareggiato dalla vita, all'età di settantadue anni. 

Fu sepolto nella chiesa di San Domenico di quella città.

## Opere
- Annunciazione - Galleria degli Uffizi, 1523 c.
- Santa Prassede martire - chiesa di Santa Prassede - opera perduta
- Madonna col Bambino e san Giovanni Battista fanciullo sullo sfondo di un paesaggio – Museo statale d'arte medievale e moderna di Arezzo
- Assunzione coi santi Donato e Francesco inginocchiati - affresco nella cappella della chiesa di Sant'Agostino - opera perduta
- Madonna coi santi Giovanni Battista, Bernardo, Antonio, Francesco, tre angeli e Dio Padre – tempera a punta secca per una cappella della chiesa di San Francesco in Arezzo – opera molto rovinata
- Miracolo della neve di Santa Maria Maggiore di Roma - olio su tavola conservata nella sacrestia del Duomo di Arezzo porta la firma “Nicolaus Soggius Sansovinus ping.”
- Natività - affresco nella cappella Ricciardi nella chiesa della Madonna delle lacrime di Arezzo dove esiste tuttora
- Incoronazione della Vergine tra isanti Ubaldo vescovo e Giuseppe con il committente Baldo Magini in ginocchio - opera perduta giudicata non ben riuscita dal Vasari[2]
- Ritratto in piedi di Baldo Magini nell'atto di donare la chiesa di San Fabiano di Prato di cui tiene in mano il modello - conservato nella sacrestia del Duomo di Prato. Fu giudicato dal Vasari la migliore opera di Niccolò Soggi.
- Monte  - affresco
- Ercole al bivio - Bode-Museum, Berlino